# Deltocephalus rufolineatus
Deltocephalus rufolineatus är en insektsart som beskrevs av Melichar 1903. Deltocephalus rufolineatus ingår i släktet Deltocephalus och familjen dvärgstritar. Inga underarter finns listade i Catalogue of Life.